# Засеймські сотні
Засеймські сотні — так звана особиста гвардія гетьмана Ніжинського полку Гетьманщини. 

## Історія
Засеймські сотні й Ніжинського полку - це Воронізька, Глухівська, Коропська, Кролевецька, Новомлинська і Янпільська. Особливий статус їх полягав у тому, що вони підпорядковувалися особисто гетьману. Правда, це остаточно утвердилося вже у XVIII столітті, уже за Данила Апостола (1654 - 1734), який таким чином намагався послабити залежність від призначених Москвою полковників Петра Толстого й Івана Хрущова. Ці сотні не брали участі у військових походах, а коли й траплялося - ставали на рубежах уздовж Дніпра, тобто у глибокому тилу. Основне завдання гетьманських сотень - охорона гетьмана, гетьманської резиденції, супровід почесних гостей, обслуговування урочистих заходів тощо. Наприклад, 30 травня 1730 р. із Генеральної канцелярії кролевецькому, воронізькому та ямпільському сотникам надійшов наказ відрядити козаків для зустрічі гетьмана Данила Апостола, який повертався із Москви.
17 листопада 1728 р. гетьман видав універсал, який підтвердив належність засеймських сотень до гетьманського бунчука: "Повелеваем, дабы оные сотни засеймские, Глуховская, Воронежская, Кролевецкая, Новомлинская, Ямпольская и Короповская до полку Нежинского не належали". Керівництво засеймськими сотнями мав надалі здійснювати глухівський сотник І.Мануйлович.
Відтоді козаки засеймських сотень залучались до служби при гетьманській резиденції та урядових установах у Глухові. 10 січня 1728 р. гетьман наказав коропському сотнику відправити козаків до Глухова для несення служби при Генеральній військовій канцелярії. 18 травня 1729 р. Д.Апостол заборонив ніжинському полковнику І.Хрущову притягати козаків засеймських сотень до ремонту Полтавської фортеці.
У 1731 р. коропський сотник Г. Трофимович подав прохання до гетьмана про звільнення місцевих козаків від несення служби на форпостах, оскільки козаки Коропської сотні "прийшли в крайнюю нужду" [18]. 10 березня 1731 р. Д.Апостол надіслав указ ніжинському полковнику І.Хрущову щодо звільнення коропських козаків від несення служби на форпостах, оскільки вони залучені до служби при урядових установах у Глухові.
Засеймські сотні залучались також для обслуговування різноманітних урочистих заходів. 30 травня 1730 р. з Генеральної військової канцелярії надійшов ордер до кролевецького, воронізького і ямпільського сотників із вимогою вирушити до Глухова для зустрічі Д.Апостола, який повертався з Москви. Під час приїзду в Україну імператриці Єлизавети в 1744 р. на кордоні її зустрічали козаки Глухівської сотні.
Засеймські сотні залучались також до прикордонної служби на терені Приазов'я. У травні 1728 р. стало відомо про загрозу нападу на Азов кримського хана з ордою і турецького паші Абдули. Згідно указу Генеральної військової канцелярії й універсалу ніжинского полковника І.Хрущова від 14 травня 1728 р. козаки засеймських сотень мали бути готовими виступити для відсічі можливому ворожому нападу з достатньою кількістю зброї, боєприпасів і провіанту. 
12 травня 1733 р. гетьман наказав козакам засеймських сотень у триденний термін виступити у похід до кордону з Польщею. Того року в похід мали вирушити 1127 козаків, у тому числі з Глухівської сотні - 550, з Воронізької - 168, з Коропської - 149, з Кролевецької - 163, з Новомлинської - 21, з Ямпільської - 16 козаків. 
За часів гетьманування К.Розумовського козаки засеймських сотень особливо часто залучались до внутрішніх відряджень. Так, виявилось, що в 1754 р. Глухівська сотня не змогла взяти участь у військовому огляді, оскільки ледь не всі виборні козаки були виряджені на форпости, для охорони установ, потреб "Експедиції Батуринського і Глухівського будівництва". Козаки-підпомічники залучались до будівельних робіт. Унаслідок залучення глухівського сотника С.Уманця до діяльності Економічної канцелярії гетьмана К.Розумовського його було звільнено від виправки на форпости у 1764 р.
Засеймські сотні також залучались до кампаній Семирічної війни 1756-1763 рр. У 1757 р. у похід на Правобережну Україну в складі п'ятитисячної команди лівобережних козаків виступив глухівський сотник Д.Турянський.
Засеймські сотні як окрема територіальна й військова спільнота сформувались наприкінці століття й використовувались переважно для несення прикордонної служби. Упродовж XVIII ст. козаки засеймських сотень залучалась до військових походів під гетьманським бунчуком. Проте за урядування в Ніжинському полку росіян П.Толстого та І.Хрущова засеймські сотні були переведені під їхню юрисдикцію. Гетьману Д.Апостолу вдалося повернути засеймські сотні у своє підпорядкування, що можна розцінити як локальний успіх гетьмана у протистоянні з російською владою в умовах її подальшого наступу на державні інституції Гетьманщини. Відтоді основним обов'язком козаків засеймських сотень стали несення служби при Генеральній військовій канцелярії та інших урядових установах, охорона гетьманської резиденції тощо. За гетьманування К.Розумовського частина козаків засеймських сотень залучалась до внутрішніх відряджень, зокрема перебувала у підпорядкуванні "Експедиції Батуринського і Глухівського будівництва", але переважна їх більшість і надалі постійно брала участь у військових походах.

## Сотні

### Воронізька
На сучасній карті Сумської області є селище Вороніж, на залізничній - це станція Терещенська. Достовірних матеріалів про минувшину селища, зокрема про XVII-XVIII ст., зовсім мало. Першим сотником тут був Супрун, за правління якого в центрі збудовано «малий городок», який називався Замком. Під час сотникування Сави Прокоповича Вороніж обнесено валом, у якому були Клишківська та Глухівська брами. У 1661 р. селище спустошили кримчаки, через три роки поблизу відбувся бій із військом польського короля Яна-Казимира. Тоді ж Вороніж і згорів дощенту. Погорільців уряд на десять літ звільнив від сплати податків, тому містечко швидко відродилося. Вороніж у XVIII ст. мав чітко виражений центр із Ярмарковим майданом. На прилеглих до нього вулицях стояли крамниці - понад сорок, із яких двадцять торгували рибою. У ті роки Вороніж передали «на армату» - козаки і посполиті мали утримувати генеральну артилерію. До речі, вельми скромну. Як зазначає Олександр Лазаревський, у 1738 р. гетьманська батарея нараховувала шість гармат - чотири трифунтових і дві чотирифунтових (фунт - це тогочасна міра ваги - 0,454 кг - авт.).

### Коропська
Ця сотня вважалася базовою для такої «грізної армати». Першим сотником у ній став Ничипір Ковалевський (1658 р.). У той час містечко над Десною ніяк не бажало визнавати московський протекторат - Короп не складав присяги на вірність цареві.
Історія Коропської сотні коротка. Після Полтавської битви генеральну артилерію ліквідовано, і містечко поступово утрачає статус адміністративно-територіального центру.

### Новомлинська
Недалеко від Коропа - село Нові Млини. Мальовничий край, саме тут Сейм впадає у Десну. Новомлинська сотня, створена у 1654 р., була «віддана на військову музику», тобто утримувала гетьманський оркестр. Скромний оркестр - п’ять трубачів, два сурмачі й один довбиш (барабанщик по-новому - авт.). Військовою музикою керував спеціальний отаман. Музикантам платили одягом, борошном, давали і трохи грошей. Правда, у 1722 р. музичний отаман Максим Якубський скаржився гетьману Павлу Полуботку на затримку зарплати. Коли оркестр прийшов до Андрія Кондзеровського - у скарзі він значиться екс-управителем маєтків гетьмана Івана Скоропадського, то замість грошей отримав «конфузію». І на додачу - «товариша нашого Остапа у щоку ударено». 
Новомлинські сотники нічим особливим в історії не відзначилися. Хіба що дивує тривалість урядування сотника Григорія Самойловича - із 1688 р. по 1708 р., значне, як на той неспокійний час. Із посади він пішов начебто через підтримку гетьмана Мазепи, хоч ніхто не підтвердив цей зв’язок. Скоріш за все, його посаду у той момент пообіцяли іншому - Григорію Шишкевичу, колишньому цирульнику Войнаровського. Цей Шишкевич зробив «пересторогу» князеві Меньшикову. І настільки важливу, що сподвижник Петра віддячив йому сотницьким званням.
А ще тут сотникував Кирило Троцький. Його нащадки вважали себе шляхтичами, які прибули до Нових Млинів із польського воєводства Троков. Тільки все було прозаїчніше. Предок Троцьких - новомлинський міщанин Трохим, Троць по-українськи. Той Троць на торгівлі розбагатів. Сини його називалися Тротченками, але потім переінакшилися на Троцьких. 
До речі, і самі Лазаревські в Конотопі були спершу Лазаренками. Але згодом, коли домагалися дворянства, записалися Лазаревськими. У Кролевці ж помічена ще цікавіша трансформація. Тут нащадки козака Бугая стали Богаєвськими.

### Кролевецька
Ця сотня спеціалізувалася на забезпеченні безперебійного руху державних кур’єрів і транспортів вздовж тракту Київ - Москва. Першим сотником був Мисько (Михайло - авт.) Дуля. Цікаво, що й понині у місті живуть люди із цим оригінальним прізвищем. Найчастіше ж і найдовше тут урядували Огієнки-Огієвські. Один із нащадків сотників Огієвських породичається із Лазаревськими. У Кролевці в будинку Огієвських зупинявся Тарас Шевченко, коли востаннє їхав з України.
Чим ще пам’ятний козацький Кролевець? У 1664 р. містечко привітало польського короля Яна-Казимира, але коли основне польське військо вирушило під Глухів, відразу ж звернулося до гетьмана Івана Брюховецького, щоб прислав козаків на допомогу. У Кролевці відбувалися великі ярмарки, на які з’їжджалися купці з Ніжина, переважно греки, московські, польські і навіть пруські купці, тобто торгівля в Кролевці йшла не на жарт.

### Янпільська
Селище міського типу Ямпіль і райцентр Сумської області спершу мав назву Клин. Гетьман Самойлович маленький Клин віддав полковнику Іванію, і той відразу ж узявся його заселяти. Заселення велося інтенсивно, тому сільце швидко перетворилося на містечко. На честь батька полковник Іваній називає містечко Янполем. До речі, ця стара назва закріпилася у найменуванні залізничної станції. Для гетьманського господарства Янпіль і Янпільщина мали важливе економічне значення - непоганий прибуток давали млини, а навколишні ліси - селітру. Тільки козацтва в Янполі було мало, і вже наприкінці XVII ст. Янпільська сотня ліквідована.

### Сотня Древнього Глухова
Глухівська сотня відома із 1648 р. як структурна одиниця Борзнянського полку. Але за Зборівською угодою вже наступного року вона припинила існування. Відроджується сотня під роком 1654 у складі Ніжинського полку. На той час місто мало певну вагу у державі, тому гетьманом Брюховецьким Глухів перетворено на полковий центр. До Глухівського полку увійшли всі засеймські сотні. Глухівський полк проіснував два роки й одним із його очільників був Кирило Гуляницький, брат захисника Конотопа Григорія Гуляницького. Щодо Глухівської сотні, то після 1709 р. вона перетворюється на столичну. А це вже близькість до гетьмана, особливий статус і, звичайно ж, забезпечення. До речі, саме Глухівська сотня мала найбільшу територію у Ніжинському полку.

## Сотники
- Іван Мануйлович;
- С. Уманець;
- Д. Турянський;